# Good Copy Bad Copy
Good Copy Bad Copy: A documentary about the current state of copyright and culture, cuyo título en español debe ser Copiar es Correcto Copiar es Malo: Un documental sobre el estado actual del derecho de autor y la cultura, es un filme documental sobre el derecho de autor llamado también copyright y la cultura en el contexto de Internet, la distribución de archivos (en inglés, file sharing) peer-to-peer y otros avances tecnológicos, dirigido por Andreas Johnsen, Ralf Christensen, y Henrik Moltke.
Contiene entrevistas con mucha gente que posee diferentes perspectivas sobre la aplicación del derecho de autor, incluidos abogados de derecho de autor, productores, artistas y proveedores de servicio de distribución de archivos.
Un punto central del documental se basa en la tesis que "la creatividad en sí misma no existe" y que es necesario llegar a un balance que estructure una salida al conflicto, de algunos quienes poseen los derechos de administración de la propiedad intelectual de las obras y los derechos de las actuales y futuras generaciones para crear sus expresiones culturales y artísticas.

## Contenido
Los artistas entrevistados incluyen a menisco)|Girl Talk]] y dj Danger Mouse, importantes músicos de la escena de la mezcla, quienes cortan y remezclan sonidos de otras músicas en sus obras. La entrevista con esos artistas revela un aumento en la popularidad de las mezclas digitales y el obstáculo que presenta la implementación del clásico sistema de protección de derecho de autor para la creación de sus obras.
Las entrevistas en Good Copy Bad Copy da a conocer un profundo cambio desde contenidos generados por los usuarios, las mezclas musicales audiovisuales en la cultura. El documental abre con amplitud la actual situación legal concerniente al sampleado, licenciameniento y derecho de autor. 
Good Copy Bad Copy documenta el conflicto entre la ley actual de derecho de autor y los recientes avances tecnológicos que posibilitan el mezclado y edición de la música, como también la distribución de material registrado con derechos autorales vía software de búsqueda para distribución de archivos por peer-to-peer como The Pirate Bay y Napster. El CEO de Asociación Cinematográfica de Estados Unidos (MPAA), Dan Glickman fue entrevistado en relación con una intervención de la policía sueca contra The Pirate Bay en mayo de 2006. Glickman reconoció que las copias no pagas nunca se podrán detener, pero insiste que ellos intentarán hacer que eso se los más difícil y tedioso posible para los usuarios. Gottfrid Svartholm y Fredrik Neij de The Pirate Bay también fueron entrevistados, con Neij reconoció que The Pirate Bay tal vez puede condiderarse ilegal para la legislación estadounidense, pero no para la legislación sueca.
Las entrevistas documentan actitudes en conmún hacia el arte, la cultura y el derecho de autor en un número de países, incluidos Estados Unidos, Suecia, Rusia, Nigeria y Brasil.
La situación en Nigeria y Brasil documenta el uso de términos como innovación en los modelos de negocio, a lo que se desarrolla en respuesta a las nuevas posibilidades tecnológicas y el cambio en los mercados.
En Nigeria el documental entrevista a individuos que trabajan con la industria fílmica nigeriana, o Nollywood. Charles Igwe, un productor de cine en Lagos, es entrevistado acerca de las perspectivas de la industria fílmica nigeriana, la naturaleza del cine nigeriano, y el derecho de autor en el contexto de la tecnología de video digital, y a Mayo Ayilaran, por perspectiva de la Sociedad Nigeriana de Derecho de Autor, y esponiendo los puntos de vista sobre el reforzamiento del derecho de autor por el gobierno de Nigenia.
En Brasil, las entrevistas a productores de la industria de la Tecnobrega muestra un especial su enfoque con respecto al derecho de autor y el mezclado de los materiales, donde gente como Ronaldo Lemos, profesor de leyes de FGV de Brasil, explican que los CD o la música grabada se utiliza como promociones gratuitas o semi gratuitas para que el público asista a fiestas y conciertos donde actúan normalmente los músicos en vivo y que es de donde ellos obtienen su remuneración. 
Good Copy Bad Copy también incluye segmentos de entrevista a Snoopy acerca de sus meniscos con el activista de derecho de autor y académico Lawrence Lessig, fundador de la organización Creative Commons y uno de los principales propulsores de la cultura libre.

## Créditos
- Girl Talk, Gregg Michael Gillis, músico y productor.
- Lawrence Ferrara, Director del Departamento de Música NYU.
- Paul V. Licalsi, Attorney Sonnenschein.
- Jane Peterer, Bridgeport Music.
- Siva Vaidhyanathan, NYU.
- DJ Danger Mouse, productor.
- Dan Glickman, CEO MPAA.
- Gottfrid Svartholm, The Pirate Bay.
- Fredrik Neij, The Pirate Bay.
- Rick Falkvinge, Partido Pirata (Suecia).
- Lawrence Lessig, Creative Commons Estados Unidos.
- Ronaldo Lemos, Profesor de Leyes de la Fundación Getulio Vargas (FGV) Brasil.
- Charles Igwe, productor de Cine de Lagos, Nigeria.
- Mayo Ayilaran, Sociedad de Derecho de Autor de Nigeria.
- Olivier Chastan, VP Records.
- John Kennedy, Jefatura Federación Internacional de la Industria Fonográfica (IFPI).
- Shira Perlmutter, jefe de Políticas Legales Mundiales Federación Internacional de la Industria Fonográfica (IFPI).
- Peter Jenner, Sincere Management
- John Buckman, Magnatune
- Beto Metralha, productor Belém do Pará Brasil.
- DJ Dinho, Tupinambá Belém do Pará Brasil.

## Distribución
Originalmente creado por la Cadena de Teledifusión Nacional Danesa, el filme fue eventualmente realizado para ser liberado en la Internet pora ser descargado por BitTorrent. Los cineastas que realizaron Good Copy Bad Copy tenían la esperanza que liberándolo crearían conciencia y que esto haría que otras cadenas de difusión exhiban el documental.
El documental fue oficialmente realizado bajo una licencia Creative Commons Atribución-No Commercial y apareció primero en The Pirate Bay y también en el sitio de compartición de videos Blip.tv.
En el 8 de mayo de 2008, Good Copy Bad Copy fue exhibido en SVT2, Sveriges Televisions (Suecia Televisión).
En el 8 de septiembre de 2009, Good Copy Bad Copy fue exhibido en YLE FST5, Yleisradion Finlands Svenska Television (Radioestacion Sueco-Finlandesa Televisión).
En el 5 de junio de 2010, Good Copy Bad Copy fue exhibido en SBS, Servicio Especial de Radiodifusión Australiana.
El documental y un tráiler no ofivial están disponibles en YouTube, y el filme completo esta en Google Video y blip.tv.